# Bhargain
Bhargain là một thị xã và là một nagar panchayat của quận Etah thuộc bang Uttar Pradesh, Ấn Độ.

## Nhân khẩu
Theo điều tra dân số năm 2001 của Ấn Độ, Bhargain có dân số 19.977 người. Phái nam chiếm 52% tổng số dân và phái nữ chiếm 48%. Bhargain có tỷ lệ 36% biết đọc biết viết, thấp hơn tỷ lệ trung bình toàn quốc là 59,5%: tỷ lệ cho phái nam là 47%, và tỷ lệ cho phái nữ là 23%. Tại Bhargain, 20% dân số nhỏ hơn 6 tuổi.